# 阿萊克塞斯·維斯納科夫斯
阿萊克塞斯·維斯納科夫斯（1984年2月3日—）是一位拉脫維亞足球運動員。在場上的位置是中場。他現在效力於拉脫維亞足球超級聯賽球隊史干圖足球俱樂部。他也代表拉脫維亞國家足球隊參加比賽。